# Куземинское сельское поселение
Куземинское се́льское поселе́ние — упразднённое муниципальное образование в составе Солигаличского района Костромской области России.
Административный центр — деревня Куземино.

## История
Куземинское сельское поселение образовано в соответствии с Законом Костромской области от 30 декабря 2004 года. 
Упразднено в 2018 году путём включения в Солигаличское сельское поселение.

## Население
| 2008 | 2010 | 2012 | 2013 | 2014 | 2015 | 2016 | 2017 | 2018 |
| ---- | ---- | ---- | ---- | ---- | ---- | ---- | ---- | ---- |
| 345  | ↘256 | ↘244 | ↘221 | ↘214 | ↘201 | ↗202 | ↘184 | ↘183 |

## Состав сельского поселения
| №  | Населённый пункт | Тип населённого пункта          | Население |
| -- | ---------------- | ------------------------------- | --------- |
| 1  | Батурино         | деревня                         | →0        |
| 2  | Бородавицино     | деревня                         | →0        |
| 3  | Галеево          | деревня                         | →0        |
| 4  | Зашугомье        | село                            | ↗65       |
| 5  | Колесниково      | деревня                         | →0        |
| 6  | Круглово         | деревня                         | ↘1        |
| 7  | Куземино         | деревня, административный центр | ↗190      |
| 8  | Медвежье         | деревня                         | →0        |
| 9  | Разгоняй         | деревня                         | →0        |
| 10 | Симоново         | деревня                         | ↗32       |
| 11 | Слободское       | деревня                         | ↗8        |
| 12 | Соловьёво        | деревня                         | →0        |
| 13 | Сосновая         | деревня                         | →0        |
| 14 | Трофимово        | деревня                         | ↘3        |
| 15 | Уткино           | деревня                         | →0        |
| 16 | Шиханово         | деревня                         | →0        |